# 島崎城 (越後国)
島崎城（しまざきじょう）は、新潟県長岡市島崎にあった南北朝時から室町時代にかけての日本の城。別名は奈良崎城（ならさきじょう）、または奈良崎砦（ならさきとりで）。

## 歴史
南北朝時代の北朝方の武将・色部高長が残した軍忠状「色部高長軍忠状案」によれば、南朝方に属した風間信昭のほか小国氏、河内氏、池氏、於木氏、千屋氏、高梨氏らが、1336年（建武3年）に越後の「島崎城郭」に篭城して北朝方と交戦したが、高長や加地景綱らの北朝軍に搦手から攻撃され落城したと記されている。
この島崎城の比定地として、日本海に面した角田山・弥彦山山塊と、南西の西山丘陵までを連絡する低丘陵地帯の一角で、島崎川の低地に半島状に突き出した一稜線の末端に位置する奈良崎砦（奈良崎遺跡に含まれる）が最有力地と目されてきた。
1989年（平成元年）から1999年（平成11年）まで同遺跡で行われた、国道116号・和島バイパス建設工事に先立つ新潟県埋蔵文化財調査事業団による発掘調査では、人工的に平坦地化された曲輪のほか、掘立柱建物や地下式坑などの中世城郭関連遺構が見つかった。それらの年代は、共伴する遺物の様相から14世紀の南北朝時代に遡るため、先の史料に見える島崎城=奈良崎砦である可能性がより高くなったとされている。